# مؤسسة البرمجيات الحرة
مؤسسة البرمجيات الحرة (بالإنجليزية: Free Software Foundation) وتعرف اختصارا أيضا FSF، هي مؤسسة غير ربحية قام بتأسيسها ريتشارد ستولمن سنة 1985 بهدف تشجيع ودعم البرمجيات الحرة. أما مديرها التنفيذي فهو حاليا بيتر براون. إلى حدود منتصف التسعينات من القرن الماضي كانت توظف هذه الجمعية مبرمجين كانوا يقومون بكتابة وتطوير برمجيات حرة. ومنذ أن بدأت العديد من الشركات بالإضافة إلى عدد كبير من المبرمجين بكتابة وتطوير البرامج الحاسوبية بشكل مستقل، ركزت هذه المؤسسة على الجوانب القانونية والتنظيمية داخل مجتمع البرمجيات الحرة.
يرتكز عمل هذه المؤسسة حاليا على خمس مشروعات رئيسية ولعل أهمها مشروع جنو والذي يتوخى إنشاء نظام تشغيل حر. وإلى جانب هذا تقوم هذه الجمعية في نفس الوقت بتقديم استشارات عامة وكتابة تقارير حول كل ما تعلق بالبرمجيات الحرة.
في سنة 1991 تم إنشاء مؤسسة البرمجيات الحرة في أوروبا وفي سنة 2003 تم أيضاً تأسيس مؤسسة البرمجيات الحرة الهندية (Free Software Foundation india) ومنذ سنة 2005 يتم التحضير للإنشاء مؤسسة البرمجيات الحرة لأمريكا اللاتينية (Free Software Foundation Latin America) وكلها منظمات شقيقة لمؤسسة البرمجيات الحرة (FSF).

## الأنشطة الحالية والجارية
مشروع جنووكان الهدف الأصلي منه تعزيز فكرة البرمجيات الحرة, وطورت المؤسسة نظام التشغيل جنو كمثال على ذلك..
رخص جنورخصة جنو العمومية هي رخصة تستخدم على نحو واسع في ترخيص البرمجيات الحرة. واصدر عن النسخة الحالية (الإصدار الثالث) في يونيو 2007. وقد نشرت مؤسسة البرمجيات الحرة أيضا رخصة جنو العمومية الصغرى, ورخصة جنو للوثائق الحرة, بالإضافة إلى رخصة أفيرو العمومية.

## وصلات خارجية
- مدونة مؤسسة البرمجيات الحرة الرسمية  (جوال)